# ジェシー・ボチコー
ジェシー・ジョン・ボチコー（Jesse John Bochco）は、アメリカ合衆国のテレビ監督、プロデューサーである。父はテレビプロデューサーで脚本家のスティーヴン・ボチコー、母は女優のバーバラ・ボッソンである。

## キャリア
1982年に彼は父が製作したテレビシリーズ『ヒルストリート・ブルース』にフランク・フリロ・Jr役で出演する。彼にとってこれが唯一の俳優経験であり、母バーバラ・ボッソン演じるフェイ・フリロの息子という役柄であった。
スタッフとしてのキャリアの始まりは、父のテレビシリーズ『Philly』(2001-2002年）のアソシエイト・プロデューサーとしてであった。ボチコーは2002年に同番組のエピソード「Tall Tales」で監督デビューした。他に父がプロデュースした番組では『NYPDブルー』、『Over There』、『マダム・プレジデント 星条旗をまとった女神』、『レイジング・ザ・バー 熱血弁護人』のエピソードを監督した。この他にも、『ダート』、『Lincoln Heights』、『交渉人 〜Standoff』、『John from Cincinnati』、『クローザー』、『プリズン・ブレイク』、『NIP/TUCK マイアミ整形外科医』、『エージェント・オブ・シールド』、『ダラス』のエピソードを監督している。

## 私生活
2009年に俳優のテッド・ダンソンの娘で女優のケイト・ダンソンと結婚した。